# Geert-Jan van der Wal
Geert-Jan van der Wal (29 oktober 1985) is een voormalige Nederlands marathonschaatser. Hij was actief van 2004 tot en met 2013. In het laatste seizoen van zijn carrière (2012-2013) kwam hij uit voor de schaatsploeg Radson-Jinstal. Hij won op 1 januari 2010 de Veluwemeertocht en in december van datzelfde jaar behaalde hij zowel in de Ronde van Skarsterlân als in de Ronde van Duurswold een derde plaats.
In 2004 raakte Van der Wal ernstig gewond bij een bedrijfsongeval op de boerderij van zijn vader. Hij kwam met zijn arm vast te zitten in de aftakas van een tractor. Van der Wal werd met een traumahelikopter naar het ziekenhuis vervoerd waar zijn milt werd verwijderd.
Een slepende blessure maakte in 2013 een einde aan zijn schaatscarrière. Hij heeft daarna het veebedrijf van zijn ouders in de Noordoostpolder overgenomen. Tussen 2014 en 2017 zat hij namens het CDA in de gemeenteraad van de Noordoostpolder. In 2017 moest hij noodgedwongen uit de raad stappen, omdat zijn boerderij door een grenswijziging op grondgebied van de naburige gemeente Urk was komen te liggen.